# 2024 en économie (activité humaine)
 (novembre 2024).
Si vous disposez d'ouvrages ou d'articles de référence ou si vous connaissez des sites web de qualité traitant du thème abordé ici, merci de compléter l'article en donnant les références utiles à sa vérifiabilité et en les liant à la section « Notes et références ».
Cet article présente les faits marquants de l'année 2024 en économie (activité humaine).

## Évènements
- Janvier : Disparition de la cryptomonnaie Petro.